# Gavin Bocquet
Gavin Bocquet (* 23. Juli 1953 in London) ist ein britischer Szenenbildner, der in London lebt.
Bocquet studierte Szenenbild am Newcastle Polytechnic. Seinen Master machte er 1979 am Royal College of Art. Seine Filmkarriere begann er als Entwurfszeichner bei Der Elefantenmensch und Die Rückkehr der Jedi-Ritter. Nach vier Jahren wurde er zum „Assistant Art Director“ berufen. Schließlich stieg er zum Art Director auf und betreute dabei unter anderem Das Reich der Sonne von Steven Spielberg oder Gefährliche Liebschaften von Stephen Frears.
Als Szenenbildner war Bocquet sowohl im Film- wie auch im Fernsehbereich tätig. Für sein Production Design der Fernsehserie Die Abenteuer des jungen Indiana Jones wurde er zweimal für den Emmy nominiert, den er einmal gewann. Für Steven Soderbergh schuf Bocquet das Szenenbild zu Kafka. Schließlich ergab sich eine erneute Zusammenarbeit mit George Lucas bei dessen viel beachteter Rückkehr zur Filmregie, den abschließenden Episoden des Star-Wars-Projekts.

## Filmografie (Auswahl)
- 1988: Gefährliche Liebschaften (Dangerous Liaisons)
- 1989: Erik der Wikinger (Erik the Viking)
- 1991: Kafka
- 1992–1993: Die Abenteuer des jungen Indiana Jones (The Young Indiana Jones Chronicles) (TV-Serie)
- 1994: Radioland Murders – Wahnsinn auf Sendung (Radioland Murders)
- 1999: Star Wars: Episode I – Die dunkle Bedrohung (Star Wars: Episode I – The Phantom Menace)
- 2000: Die Abenteuer von Rocky & Bullwinkle (The Adventures of Rocky & Bullwinkle)
- 2002: Star Wars: Episode II – Angriff der Klonkrieger (Star Wars: Episode II – Attack of the Clones)
- 2002: xXx – Triple X (xXx)
- 2005: xXx 2 – The Next Level (xXx: State of the Union)
- 2005: Star Wars: Episode III – Die Rache der Sith (Star Wars: Episode III – Revenge of the Sith)
- 2007: Der Sternwanderer (Stardust)
- 2008: Bank Job (The Bank Job)
- 2010: Gullivers Reisen – Da kommt was Großes auf uns zu (Gulliver’s Travels)
- 2013: Jack and the Giants (Jack the Giant Slayer)
- 2016: Warcraft: The Beginning (Warcraft)
- 2016: Die Insel der besonderen Kinder (Miss Peregrine’s Home for Peculiar Children)
- 2018: Mute